# Curt Backeberg
Curt Backeberg (Luneburgo 2 de agosto 1894 — 14 de janeiro 1966) foi um horticultor alemão, especialmente conhecido por sua coleção e classificação de cactos.

## Biografia
Curt Backeberg viajou aproximadamente oitenta mil quilômetros ao largo da América Central e América do Sul, e publicou uma série de livros sobre os cactos, gêneros pertencentes à família das cactaceae. Entre eles se encontra Die Cactaceae, 1958-1962, que tem seis volumes e quatro mil páginas e o Kakteenlexikon que foi editado pela primeira vez em 1966 e reeditado após a sua morte. 
Embora tivesse coletado e descrito muitas espécies novas e tivesse definido um grande número de gêneros novos, a maior parte dos seus trabalhos foram baseados sobre a evolução dos cactos, e em especial, sobre a sua distribuição geográfica. Porém, devido a uma defeituosa apresentação da evolução dos cactos e uma abordagem demasiada na distribuição geográfica, muitos dos seus gêneros foram reorganizados ou abandonados.
Foi curador do antigo jardim do rei Leopoldo II da Bélgica (1835-1915) em Saint-Jean-Cap-Ferrat.
Casou-se com Emmy Marks em 1919.

## Gêneros
| - Armatocereus Backeberg - Austrocylindropuntia Backeberg - Coleocephalocereus Backeberg - Isolatocereus Backeberg - Neobuxbaumia Backeberg | - Polaskia Backeberg - Rauhocereus Backeberg - Turbinicarpus Buxbaum & Backeberg - Weberbauerocereus Backeberg |

Em sua honra a doutora Helia Bravo (1901-2001) nomeou o gênero botânico Backebergia.

## Obras
- Kakteenjagd zwischen Texas und Patagonien, (1929).
- Neue Kakteen: Jagden, Arten, Kultur Backeberg, Curt. Trowitzsch & Sohn. Frankfurt; Berlim (1931).
- Die Cactaceae: Handbuch der Kakteenkunde Backeberg, Curt. Gustav Fischer. Jena (1958).
- Das Kakteelexikon Backeberg, Curt. Gustav Fischer. Stuttgart (1966).